# Olympische Jugend-Winterspiele 2012/Teilnehmer (Belarus)
| Gelbes Symbol für Goldmedaillen mit stilisierten Olympischen Ringen | Graues Symbol für Silbermedaillen mit stilisierten Olympischen Ringen | Braundes Symbol für Bronzemedaillen mit stilisierten Olympischen Ringen |
| ------------------------------------------------------------------- | --------------------------------------------------------------------- | ----------------------------------------------------------------------- |
| —                                                                   | 1                                                                     | —                                                                       |

Belarus nahm an den Olympischen Jugend-Winterspielen 2012 in Innsbruck mit 16 Athleten in acht Sportarten teil.

## Sportarten

### Biathlon
| Athleten                                                      | Wettbewerb                         | Zeit (Schießfehler) | Rang |
| ------------------------------------------------------------- | ---------------------------------- | ------------------- | ---- |
| Jungen                                                        |                                    |                     |      |
| Wiktar Krjuko                                                 | 7,5 km Sprint                      | 20:53,0 min (2)     | 13   |
| Wiktar Krjuko                                                 | 10 km Verfolgung                   | DSQ                 | DSQ  |
| Raman Malucha                                                 | 7,5 km Sprint                      | 22:38,4 min (4)     | 39   |
| Raman Malucha                                                 | 10 km Verfolgung                   | 35:30,4 min (4)     | 38   |
| Mädchen                                                       |                                    |                     |      |
| Liudmila Kiaura                                               | 6 km Sprint                        | 20:02,4 min (2)     | 26   |
| Liudmila Kiaura                                               | 7,5 km Verfolgung                  | 34:51,9 min (8)     | 34   |
| Taziana Tryfanawa                                             | 6 km Sprint                        | 20:15,0 min (2)     | 27   |
| Taziana Tryfanawa                                             | 7,5 km Verfolgung                  | 33:58,7 min (9)     | 26   |
| Gemischt                                                      |                                    |                     |      |
| Liudmila Kiaura Taziana Tryfanawa Raman Malucha Wiktar Krjuko | Mixed-Staffel                      | 1:17:36,8 h (4+10)  | 10   |
| Liudmila Kiaura Ina Lukonina Wiktar Krjuko Maksim Hardsias    | Mixed-Staffel Skilanglauf/Biathlon | 1:09:32,7 h (1+8)   | 15   |

### Eishockey
| Athleten               | Wettbewerb       | Qualifikation | Qualifikation | Finale             | Finale             |
| Athleten               | Wettbewerb       | Punkte        | Rang          | Punkte             | Rang               |
| ---------------------- | ---------------- | ------------- | ------------- | ------------------ | ------------------ |
| Jungen                 |                  |               |               |                    |                    |
| Aljaksej Daschkewitsch | Skills-Challenge | 11            | 9             | nicht qualifiziert | nicht qualifiziert |

### Eiskunstlauf
| Athleten                         | Wettbewerb | Kurzprogramm | Kurzprogramm | Free Dance | Free Dance | Gesamt | Gesamt |
| Athleten                         | Wettbewerb | Punkte       | Rang         | Punkte     | Rang       | Punkte | Rang   |
| -------------------------------- | ---------- | ------------ | ------------ | ---------- | ---------- | ------ | ------ |
| Paar                             |            |              |              |            |            |        |        |
| Juri Hulizki Eugenia Tkatschenka | Eistanz    | 31,90        | 10           | 42,66      | 11         | 74,56  | 10     |

### Eisschnelllauf
| Athleten              | Wettbewerb  | Durchgang 1 | Durchgang 2 | Gesamt      | Gesamt |
| Athleten              | Wettbewerb  | Zeit        | Zeit        | Zeit        | Rang   |
| --------------------- | ----------- | ----------- | ----------- | ----------- | ------ |
| Jungen                |             |             |             |             |        |
| Roman Dubowik         | 500 m       | 38,87 s     | 38,95 s     | 77,82 s     | Silber |
| Roman Dubowik         | 1500 m      |             |             | 2:02,47 min | 6      |
| Maksim Dubowski       | 500 m       | 40,61 s     | 40,92 s     | 81,53 s     | 11     |
| Maksim Dubowski       | 3000 m      |             |             | 4:31,21 min | 12     |
| Maksim Dubowski       | Massenstart |             |             | 7:19,41 min | 12     |
| Mädchen               |             |             |             |             |        |
| Natalja Chramzowa     | 500 m       | 45,61 s     | 46,39 s     | 92,00 s     | 13     |
| Natalja Chramzowa     | 3000 m      |             |             | 5:24,97 min | 13     |
| Anastassija Kapustina | 3000 m      |             |             | 5:29,23 min | 15     |
| Anastassija Kapustina | Massenstart |             |             | 6:26,11 min | 19     |

### Nordische Kombination
| Athleten        | Wettbewerb                    | Skispringen | Skispringen | Skispringen   | Langlauf    | Langlauf |
| Athleten        | Wettbewerb                    | Punkte      | Rang        | Zeitrückstand | Zeit        | Rang     |
| --------------- | ----------------------------- | ----------- | ----------- | ------------- | ----------- | -------- |
| Jungen          |                               |             |             |               |             |          |
| Nikita Maladsou | Normalschanze / 5 km Langlauf | 66,1        | 17          | 4:46 min      | 33:52,7 min | 15       |

### Ski Alpin
| Athleten           | Wettbewerb   | Durchgang 1 | Durchgang 2        | Gesamt             | Gesamt             |
| Athleten           | Wettbewerb   | Zeit        | Zeit               | Zeit               | Rang               |
| ------------------ | ------------ | ----------- | ------------------ | ------------------ | ------------------ |
| Jungen             |              |             |                    |                    |                    |
| Anastassija Lessik | Riesenslalom | DSQ         | nicht qualifiziert | nicht qualifiziert | nicht qualifiziert |
| Anastassija Lessik | Slalom       | 47,56 s     | 44,63 s            | 1:32,19 min        | 17                 |

### Skilanglauf
| Athleten        | Wettbewerb      | Qualifikation | Qualifikation | Viertelfinale | Viertelfinale | Halbfinale         | Halbfinale         | Finale             | Finale             |
| Athleten        | Wettbewerb      | Zeit          | Rang          | Zeit          | Rang          | Zeit               | Rang               | Zeit               | Rang               |
| --------------- | --------------- | ------------- | ------------- | ------------- | ------------- | ------------------ | ------------------ | ------------------ | ------------------ |
| Jungen          |                 |               |               |               |               |                    |                    |                    |                    |
| Maksim Hardsias | 10 km klassisch |               |               |               |               |                    |                    | 34:00,4 min        | 35                 |
| Maksim Hardsias | Sprint          | 1:47,28 min   | 16            | 1:50,2 min    | 5             | nicht qualifiziert | nicht qualifiziert | nicht qualifiziert | nicht qualifiziert |
| Mädchen         |                 |               |               |               |               |                    |                    |                    |                    |
| Ina Lukonina    | 5 km klassisch  |               |               |               |               |                    |                    | 16:48,8 min        | 23                 |
| Ina Lukonina    | Sprint          | 2:05,07 min   | 21            | 2:05,9 min    | 4             | nicht qualifiziert | nicht qualifiziert | nicht qualifiziert | nicht qualifiziert |

### Skispringen
| Athleten            | Wettbewerb    | Erste Runde | Erste Runde | Finale | Finale | Gesamt | Gesamt |
| Athleten            | Wettbewerb    | Weite       | Punkte      | Weite  | Punkte | Punkte | Rang   |
| ------------------- | ------------- | ----------- | ----------- | ------ | ------ | ------ | ------ |
| Jungen              |               |             |             |        |        |        |        |
| Aljaksandr Mechetka | Normalschanze | 45,5 m      | 46,5        | 46,5 m | 48,9   | 95,4   | 22     |